# Motukaraka Island

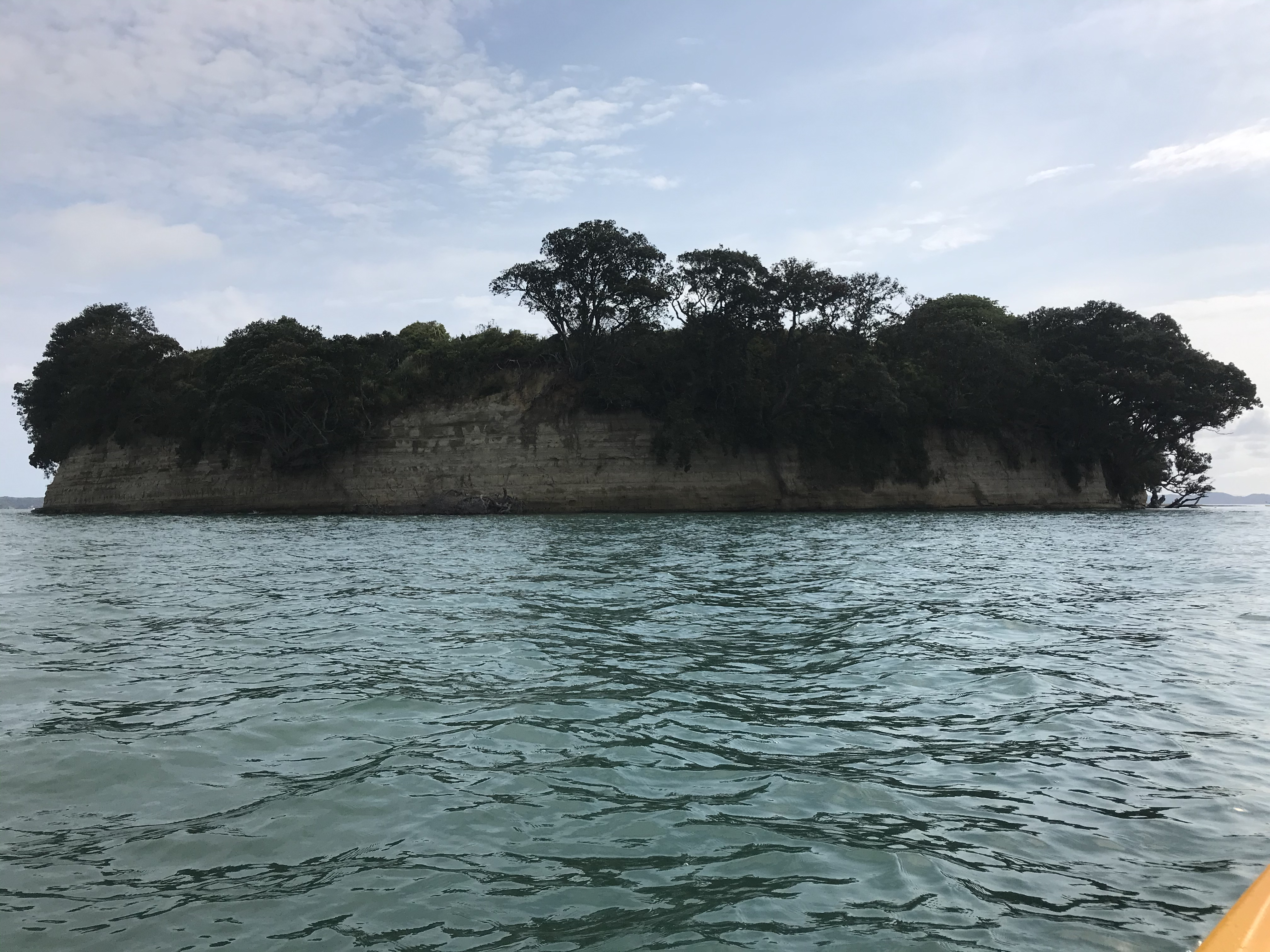
Motukaraka Island (2019)

Motukaraka Island ist eine kleine Insel in der Tāmaki Strait, im Norden der Nordinsel von Neuseeland.

## Geographie
Motukaraka Island befindet 18 km östlich des Stadtzentrums von Auckland und rund 450 m von der Küste des Suburbs Beachlands, der zum Franklin Ward der Metropole von Auckland gehört. Die rund 5,5 Hektar große Insel liegt damit direkt vor einer kleinen Landspitze, am Übergang der Bucht des Waikopua Creeks zur Tāmaki Strait. Die Insel besitzt eine Länge von rund 350 m in Südwest-Nordost-Richtung und eine maximale Breite von rund 240 m in Westnordwest-Ostsüdost-Richtung.
Die Insel ist mit Buschwerk und ein paar wenigen Bäumen im Uferbereich bewachsen.